# Золян
45°28′ пн. ш. 18°04′ сх. д. / 45.47° пн. ш. 18.06° сх. д.
Золян (хорв. Zoljan) — населений пункт у Хорватії, в Осієцько-Баранській жупанії у складі міста Нашиці.

## Населення
Населення за даними перепису 2011 року становило 733 осіб.
Динаміка чисельності населення поселення:

## Клімат
Середня річна температура становить 10,82 °C, середня максимальна – 24,97 °C, а середня мінімальна – -5,39 °C. Середня річна кількість опадів – 742 мм.
| Клімат поселення                              | Клімат поселення | Клімат поселення | Клімат поселення | Клімат поселення | Клімат поселення | Клімат поселення | Клімат поселення | Клімат поселення | Клімат поселення | Клімат поселення | Клімат поселення | Клімат поселення | Клімат поселення |
| Показник                                      | Січ.             | Лют.             | Бер.             | Квіт.            | Трав.            | Черв.            | Лип.             | Серп.            | Вер.             | Жовт.            | Лист.            | Груд.            |                  |
| Середній максимум, °C                         | 6,83             | 8,06             | 12,48            | 16,92            | 21,94            | 24,97            | 24,37            | 23,99            | 19,88            | 14,60            | 8,90             | 4,87             |                  |
| Середня температура, °C                       | 0,72             | 1,96             | 6,36             | 10,81            | 15,82            | 18,86            | 20,81            | 20,44            | 16,33            | 11,04            | 5,35             | 1,31             |                  |
| Середній мінімум, °C                          | −5,39            | −4,16            | 0,24             | 4,68             | 9,70             | 12,74            | 17,27            | 16,90            | 12,78            | 7,50             | 1,80             | −2,22            |                  |
| Норма опадів, мм                              | 46               | 45               | 44               | 57               | 69               | 95               | 67               | 65               | 55               | 65               | 74               | 60               |                  |
| Середньомісячна швидкість вітру, м/с          | 2.20             | 2.44             | 2.70             | 2.61             | 2.31             | 2.11             | 2.10             | 1.91             | 1.94             | 2.02             | 2.17             | 2.24             |                  |
| Середньомісячна сонячна радіація, кДж/м²·день | 4267             | 6975             | 10871            | 15266            | 19222            | 21240            | 22293            | 20203            | 14890            | 9260             | 4857             | 3643             |                  |
| --------------------------------------------- | ---------------- | ---------------- | ---------------- | ---------------- | ---------------- | ---------------- | ---------------- | ---------------- | ---------------- | ---------------- | ---------------- | ---------------- | ---------------- |
| Джерело:                                      |                  |                  |                  |                  |                  |                  |                  |                  |                  |                  |                  |                  |                  |